# Sudiți (okręg Jałomica)
Sudiți – wieś w Rumunii, w okręgu Jałomica, w gminie Sudiți. W 2011 roku liczyła 1710 mieszkańców.